# Fortingalli tiszafa
A fortingalli tiszafa ősi közönséges tiszafa (Taxus baccata), Európa legöregebb ismert fája. A fa Skóciában, a perthshire-i Fortingall falu temetőjében áll. Korát háromezer és ötezer év közé becsülik. Ha inkább a felső határhoz áll közel, akkor versenyben van a világ legöregebb fájának címéért is.
Ránézésre a fa nem látványos: nem túl magas, és a valaha masszív törzs, amelyet 1769-ben 16 méteres kerületűnek mértek, több ágra hasadt. Ez annak a következménye, hogy a 19. század turistái darabkákat vágtak le belőle emléknek. Ennek ellenére a fa jó egészségnek örvend, és még évszázadokig élhet. Ma ugyan alacsony fal védi, de ettől még jól látható.

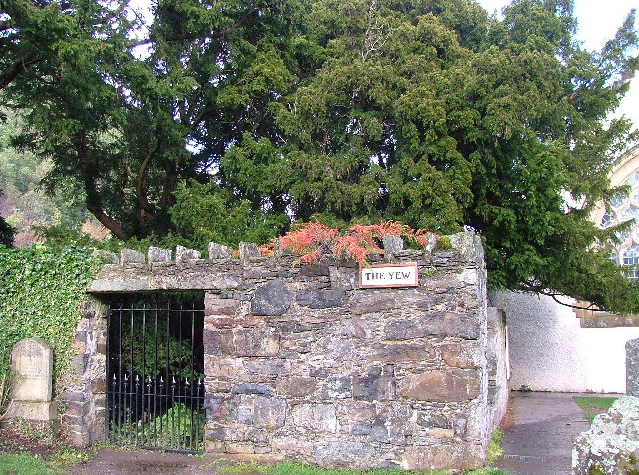
A fortingalli tiszafa

2015 októberében figyelt fel Max Coleman, az edinburghi Királyi Botanikus Kert (Royal Botanic Garden Edinburgh) tudósa arra, hogy az addig teljesen hímivarúnak ismert fa egyik külső kis ágán nőivarúvá vált: ott megjelent rajta három, a nőivarú egyedeken fejlődő „termés” (amely valójában bogyóhoz hasonló megjelenésű, piros magköpenyes, maggá redukálódott termős toboz). Az ivarváltás jelensége nem ismeretlen az olyan tiszafa- vagy más toboztermő fajok esetében, melyek kétlakiak; ivarváltáskor az a jellemző, hogy a fa koronájának csak egy része válik más ivarúvá, s jóval ritkább, amikor az egész fa nemet vált. A fortingalli tiszafa „bogyóit” a kutatók begyűjtötték, hogy a három magvat felhasználják a tiszafák genetikai sokféleségét megőrző tudományos programban, s később kiültessék őket a botanikus kertben.
A legenda szerint Poncius Pilátus gyermekkorában a fa alatt játszott.

## Külső hivatkozás
- Skót faemlék website
- Fenyő lap